# Cirkusové frakce

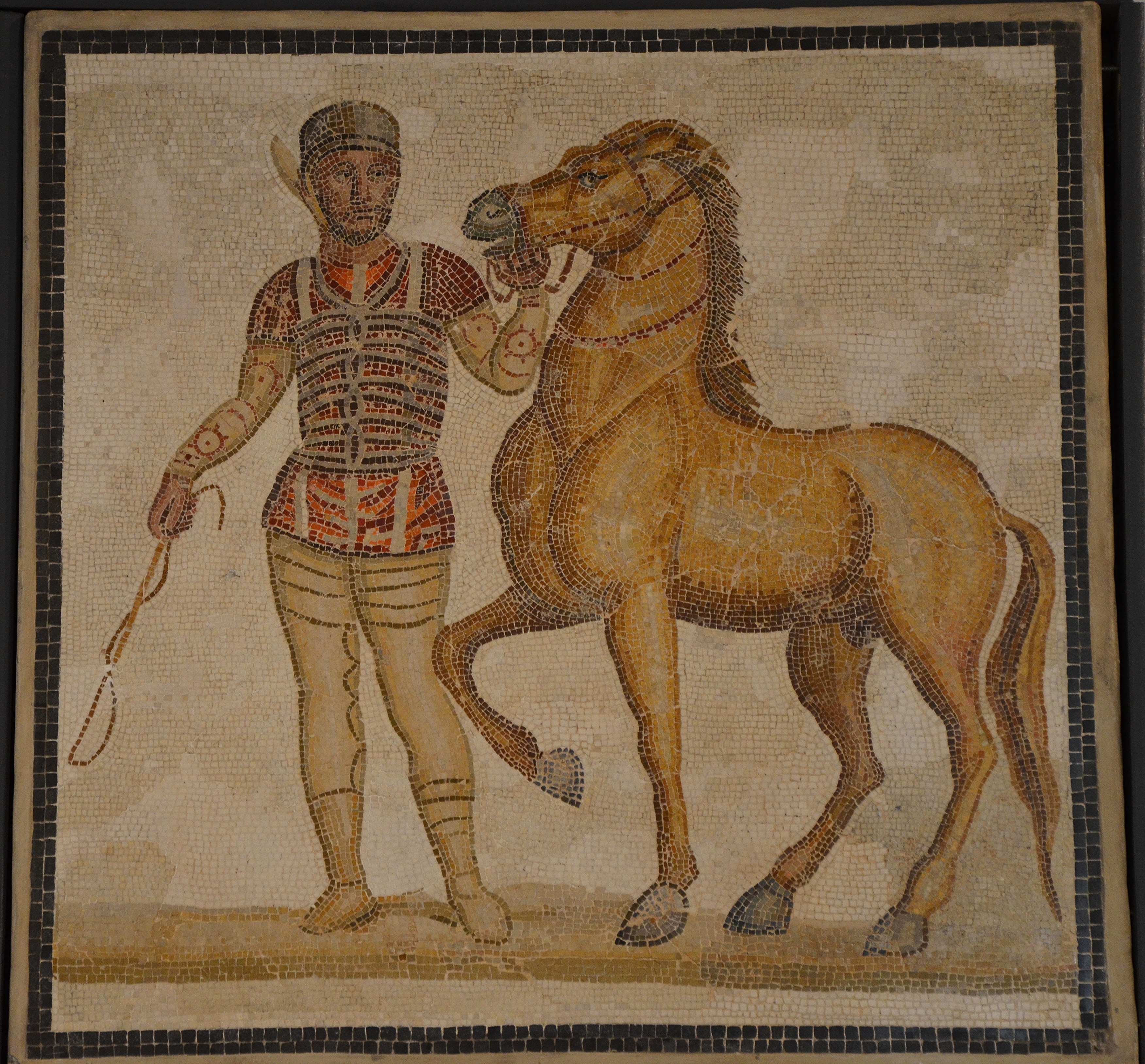
Mozaika zobrazující vozataje z frakce červených s jeho koněm, 3. století, Palazzo Massimo all Terme

Cirkusové frakce, latinsky factiones, řecky meré, byly ve starověkém Římě čtyři skupiny, jakési kluby,  které sdružovaly návštěvníky závodů v cirku či hippodromu. Byly pojmenovány podle barev závodníků a latinská pojmenování se užívala i v řeckém prostředí, přičemž poslední dvě byly dominantní
- albati „bílí“
- russati „červení“
- prasini „zelení“
- veneti „modří“

Tyto frakce původně pečovaly o závodníky, koně a vozy, ale postupně převzaly do své správy celý provoz závodišť. Tak narostl počet lidí které zaměstnávaly a také jejich politický vliv, především mezi lidovými vrstvami, pro jejichž zábavu se závody pořádaly. Vznikly také collegia popularia, jakési strany s předáky, jejichž vůdcovství určité frakce záviselo na jmenování či alespoň potvrzování ze strany úřadů. Ty se účastnily například obrany měst nebo řešení katastrof, například oprav hradeb Konstantinopole po zemětřesení v roce 447. Svojí podporu klubům vyjadřovali také někteří císaři. Vitellius a Caracalla byli fanoušky modrých, největší popularity však dosahovali zelení, jejichž zastánci byli Caligula, Nero, Domitianus, Lucius Verus, Commodus a Elagabalus. Naopak Markus Aurelius zmiňuje, že je rád, že žádnou z frakcí nepodporoval.
Zápornou stránku existence cirkusových frakcí představovala jejich rivalita, jen zřídka přerušená jejich spoluprací. Často docházelo k výbuchům násilí vedoucích k mnoha úmrtím, například v roce 445. V těchto konfliktech se „modrým“ zpravidla dostávalo podpory „bílých“ a „zeleným“ podpory „červených“. Mohly se postavit i vysokým úředníkům či dokonce císaři, pokud měly pocit že nadržují druhé straně. V roce 532 za vlády Justiniána v konstantinopolském hippodromu propuklo v důsledku sporu frakcí povstání Níká, při kterém byla zničena téměř polovina města.

## Původ frakcí
Podobné barevně odlišené „kmeny“ soupeřily podle byzantského učence Ióanna Lyda působícího v 6. století a jeho díla De mensibus „O měsících“ během závodů na počest Marta, konaných dvakrát do roka a zvaných Equirria:
- albati – „bílí“, zasvěceni Jovovi
- russati - „červení“, zasvěcení Martovi
- virides - „zelení“, zasvěcení Veneře

Podle Jaana Puhvela odpovídají barvy a božstva třem společenským vrstvám podle trojfunkční hypotézy: kněžím, válečníkům a prostému lidu, a přirovnává tento dostih k staroindickému závodu vádžapéja, ke kterému měli přistup bráhmani, kšatrijové i vaišjové.
Tertullián ve svém díle De Spectaculis z přelomu 2. a 3. století uvádí, že původně byli jen dva závodní koně a jejich týmy – bílý zasvěcený zimě a červený zasvěcený létu. Později však vznikly čtyři frakce, červená zasvěcená Martovi, bílá Zefyrům, zelená Matce Zemi nebo jaru, a azurová nebesům, moři nebo podzimu.